# Ландсберид
Ландсберид (њем. Landsberied) општина је у њемачкој савезној држави Баварска. Једно је од 23 општинска средишта округа Фирстенфелдбрук. Према процјени из 2010. у општини је живјело 1.442 становника. Посједује регионалну шифру (AGS) 9179132.

## Географски и демографски подаци
Ландсберид се налази у савезној држави Баварска у округу Фирстенфелдбрук. Општина се налази на надморској висини од 555 метара. Површина општине износи 10,5 km². У самом мјесту је, према процјени из 2010. године, живјело 1.442 становника. Просјечна густина становништва износи 137 становника/km².